# Portfolio (film)
Portfolio è un film del 1983 diretto da Robert Guralnick. Film di esordio di Carol Alt.

## Trama
Anni '80, una giovane ragazza arriva a New York per diventare una modella cadendo subito nel vortice di servizi fotografici, spettacoli e feste.